# Olympische Winterspiele 1968/Teilnehmer (Schweden)
| Gelbes Symbol für Goldmedaillen mit stilisierten Olympischen Ringen | Graues Symbol für Silbermedaillen mit stilisierten Olympischen Ringen | Braundes Symbol für Bronzemedaillen mit stilisierten Olympischen Ringen |
| ------------------------------------------------------------------- | --------------------------------------------------------------------- | ----------------------------------------------------------------------- |
| 3                                                                   | 2                                                                     | 3                                                                       |

Schweden nahm an den X. Olympischen Winterspielen 1968 im französischen Grenoble mit einer Delegation von 68 Athleten in neun Disziplinen teil, davon 59 Männer und 9 Frauen. Mit drei Gold-, zwei Silber- und drei Bronzemedaillen war Schweden die siebterfolgreichste Nation bei den Spielen.
Fahnenträgerin bei der Eröffnungsfeier war die Skilangläuferin Barbro Martinsson.

## Teilnehmer nach Sportarten

### Biathlon
- Lars-Göran Arwidson
20 km Einzel: 17. Platz (1:24:08,9 h)
4 × 7,5 km Staffel: Bronze  (2:17:26,3 h)

- Tore Eriksson
4 × 7,5 km Staffel: Bronze  (2:17:26,3 h)

- Holmfrid Olsson
20 km Einzel: 20. Platz (1:25:01,8 h)
4 × 7,5 km Staffel: Bronze  (2:17:26,3 h)

- Olle Petrusson
20 km Einzel: 19. Platz (1:24:31,2 h)
4 × 7,5 km Staffel: Bronze  (2:17:26,3 h)

- Nore Westin
20 km Einzel: 30. Platz (1:28:09,4 h)

### Bob
Männer, Zweier
- Rolf Höglund, Börje Hedblom (SWE-1)
14. Platz (4:51,19 min)

- Carl-Erik Eriksson, Eric Wennerberg (SWE-2)
18. Platz (4:51,69 min)

Männer, Vierer
- Rolf Höglund, Hans Hallén, Sven Martinsson, Börje Hedblom (SWE-1)
16. Platz (2:22,10 min)

### Eishockey
Männer
| - Leif Holmqvist - Hans Dahllöf - Lars-Erik Sjöberg - Arne Carlsson - Lennart Svedberg - Roland Stoltz - Nils Johansson - Björn Palmqvist - Folke Bengtsson | - Carl-Göran Öberg - Håkan Wickberg - Tord Lundström - Henric Hedlund - Svante Granholm - Roger Olsson - Leif Henriksson - Lars-Göran Nilsson - Bert-Ola Nordlander |

- 4. Platz

### Eiskunstlauf
Männer
- Thomas Callerud
27. Platz (1399,3)

### Eisschnelllauf
Männer
- Hasse Börjes
500 m: 15. Platz (41,2 s)

- Göran Claeson
1500 m: 20. Platz (2:08,6 min)

- Heike Hedlund
500 m: 15. Platz (41,2 s)

- Håkan Holmgren
500 m: 8. Platz (40,8 s)

- Johnny Höglin
1500 m: 5. Platz (2:05,2 min)
5000 m: 5. Platz (7:32,7 min)
10.000 m: Gold  (15:23,6 min, olympischer Rekord)

- Manne Lavås
500 m: 24. Platz (41,8 s)
1500 m: 16. Platz (2:07,8 min)

- Jonny Nilsson
5000 m: 7. Platz (7:32,9 min)
10.000 m: 6. Platz (15:39,6 min)

- Örjan Sandler
1500 m: 10. Platz (2:07,0 min)
5000 m: 6. Platz (7:32,8 min)
10.000 m: Bronze  (15:31,8 min)

Frauen
- Ylva Hedlund
500 m: 26. Platz (49,9 s)
1000 m: 19. Platz (1:37,5 min)
1500 m: 20. Platz (2:31,5 min)

- Christina Karlsson
1500 m: 18. Platz (2:31,4 min)
3000 m: 13. Platz (5:17,2 min)

- Christina Lindblom
500 m: 15. Platz (47,7 s)
1000 m: 15. Platz (1:36,9 min)
1500 m: 9. Platz (2:27,5 min)
3000 m: 7. Platz (5:09,8 min)

### Rennrodeln
Männer, Einsitzer
- Ivar Bjare
32. Platz (3:02,80 min)

- Per-Ulf Helander
34. Platz (3:03,12 min)

- Jan Nilsson
23. Platz (2:57,91 min)

- Hans Sahlin
25. Platz (2:58,46 min)

Männer, Doppelsitzer
- Ivar Bjare, Jan Nilsson
13. Platz (1:41,56 min)

Frauen
- Berit Salomonsson
13. Platz (2:33,55 min)

### Ski Alpin
Männer
- Bengt-Erik Grahn
Riesenslalom: 39. Platz (3:46,46 min)
Slalom: im Finale disqualifiziert

- Rune Lindström
Abfahrt: 29. Platz (2:05,69 min)
Riesenslalom: 16. Platz (3:37,05 min)
Slalom: 11. Platz (1:41,99 min)

- Lars Olsson
Riesenslalom: disqualifiziert

- Per-Olov Richardsson
Abfahrt: 43. Platz (2:09,83 min)
Slalom: im Finale disqualifiziert

- Olle Rolén
Riesenslalom: 30. Platz (3:38,35 min)
Slalom: im Finale disqualifiziert

Frauen
- Ingrid Sundberg
Riesenslalom: 35. Platz (2:08,54 min)
Slalom: 21. Platz (1:39,56 min)

### Skilanglauf
Männer
- Bjarne Andersson
15 km: 6. Platz (48:41,1 min)
4 × 10 km Staffel: Silber  (2:10:13,2 h)

- Bruno Åvik
30 km: 20. Platz (1:39:38,1 h)

- Jan Halvarsson
15 km: 5. Platz (48:39,1 min)
30 km: 12. Platz (1:38:23,2 h)
50 km: 7. Platz (2:30:05,9 h)
4 × 10 km Staffel: Silber  (2:10:13,2 h)

- Gunnar Larsson
15 km: Bronze  (48:33,7 min)
30 km: 8. Platz (1:37:48,1 h)
50 km: 6. Platz (2:29:37,2 h)
4 × 10 km Staffel: Silber  (2:10:13,2 h)

- Melcher Risberg
50 km: 5. Platz (2:29:37,0 h)

- Assar Rönnlund
15 km: 11. Platz (49:25,3 min)
50 km: 10. Platz (2:31:19,3 h)
4 × 10 km Staffel: Silber  (2:10:13,2 h)

- Ingvar Sandström
30 km: 21. Platz (1:39:47,5 h)

Frauen
- Toini Gustafsson
5 km: Gold  (16:45,2 min)
10 km: Gold  (36:46,5 min)
3 × 5 km Staffel: Silber  (57:51,0 min)

- Barbro Martinsson
5 km: 4. Platz (16:52,9 min)
10 km: 4. Platz (38:07,1 min)
3 × 5 km Staffel: Silber  (57:51,0 min)

- Britt Strandberg
5 km: 15. Platz (17:25,8 min)
10 km: 15. Platz (39:25,7 min)
3 × 5 km Staffel: Silber  (57:51,0 min)

- Barbro Tano
5 km: 18. Platz (17:35,8 min)
10 km: 10. Platz (39:09,6 min)

### Skispringen
- Kurt Elimä
Normalschanze: 37. Platz (185,9)
Großschanze: 37. Platz (174,0)

- Tord Karlsson
Normalschanze: 43. Platz (175,8)
Großschanze: 32. Platz (179,2)

- Ulf Norberg
Normalschanze: 48. Platz (167,0)

- Mats Östman
Normalschanze: 49. Platz (165,5)
Großschanze: 52. Platz (148,8)

- Kjell Sjöberg
Großschanze: 53. Platz (145,2)